# 넬 타이거 프리
넬 타이거 프리(영어: Nell Tiger Free, 1999년 10월 13일 ~ )는 잉글랜드의 배우이다.

## 출연 작품

### 영화
- 브로큰 (2012)
- 오멘: 저주의 시작 (2024) - 마거릿 데이노 역

### 텔레비전
- 인데버 (2014)
- 왕좌의 게임 (2015-16)
- 투 올드 투 다이 영 (2019)
- 서번트 (2019-23)